# Plectrocnemia scapulosa
Plectrocnemia scapulosa là một loài Trichoptera hóa thạch trong họ Polycentropodidae.